# Poseidon (phim)
Poseidon là phim điện ảnh 2006 của đạo diễn và đồng sản xuất Wolfgang Petersen. Đây là phim thứ ba được chuyển thể từ tiểu thuyết The Poseidon Adventure của Paul Gallico, làm lại từ phim cùng tên năm 1972. Phim có sự tham gia của Kurt Russell và Josh Lucas. Được sản xuất và phát hành bởi Warner Bros. cùng với Virtual Studios. Phim được công chiếu vào ngày 12 tháng 5 năm 2006, và được đề cử hạng mục Hiệu ứng hình ảnh xuất nhất tại Giải Oscar lần thứ 79. Với kinh phí sản xuất $160 triệu Poseidon thu về $181,674,817 tại phòng vé.
Bộ phim nói về sự sống sót còn lại của 8 người trên tàu sau thảm kịch sóng thần ập vào tàu Poseidon ngay trong đêm giao thừa khiến tàu bị lật và làm nhiều người trên tàu bị thiệt mạng.

## Phân vai
- Josh Lucas vai Dylan Johns
- Kurt Russell vai Robert Ramsey
- Jacinda Barrett vai Maggie James
- Richard Dreyfuss vai Richard Nelson
- Emmy Rossum vai Jennifer Ramsey
- Mía Maestro vai Elena Morales
- Mike Vogel vai Christian Sanders
- Kevin Dillon vai Lucky Larry
- Freddy Rodriguez vai Marco Valentin
- Jimmy Bennett vai Conor James
- Stacy Ferguson vai Gloria
- Andre Braugher vai Captain Michael Bradford
- Kirk B. R. Woller vai Chief Officer Reynolds
- Gabriel Jarret vai First Officer Chapman